# Lypha setigena
Lypha setigena är en tvåvingeart som först beskrevs av Daniel William Coquillett 1897.  Lypha setigena ingår i släktet Lypha och familjen parasitflugor. Inga underarter finns listade i Catalogue of Life.